# Sinh vật hoang dã ở Qatar

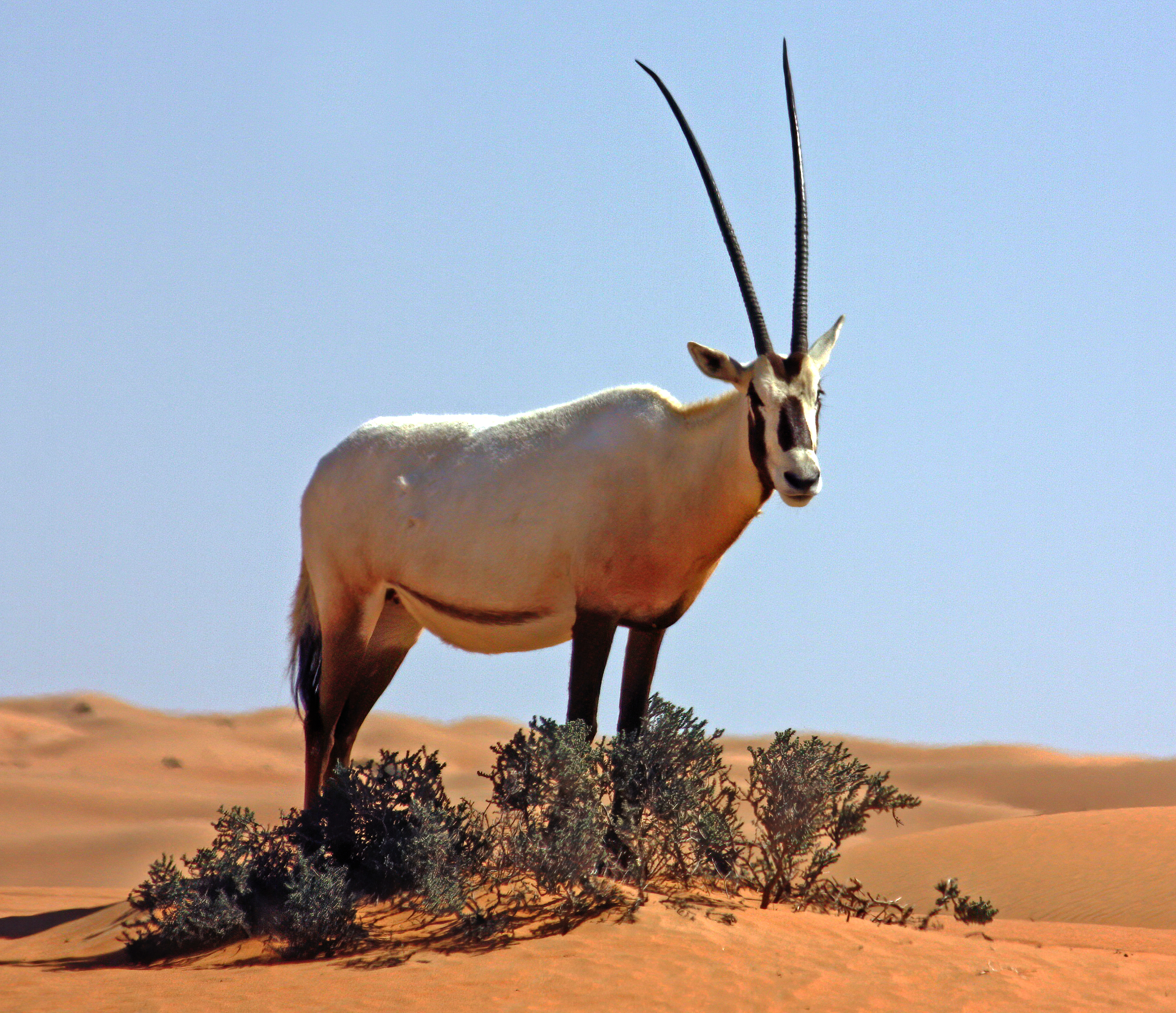
Linh dương sừng thẳng Ả Rập, động vật quốc gia của Qatar

Sinh vật hoang dã ở Qatar bao gồm hệ thực vật và động vật ở bán đảo và môi trường sống tự nhiên của chúng. Động vật hoang dã trên cạn của đất nước này bao gồm nhiều động vật có vú nhỏ sống về đêm, một số loài bò sát chủ yếu gồm các loài thằn lằn và động vật Chân khớp. Động vật thủy sản chủ yếu bao gồm cá, tôm và trai ngọc (pinctada). Sa mạc và bờ biển tạo thành nơi nghỉ ngơi quan trọng cho một số loài chim di cư vào mùa thu và mùa xuân. Sự phát triển đô thị và nông nghiệp đã dẫn đến sự gia tăng các loài chim.

## Động vật

### Động vật có vú

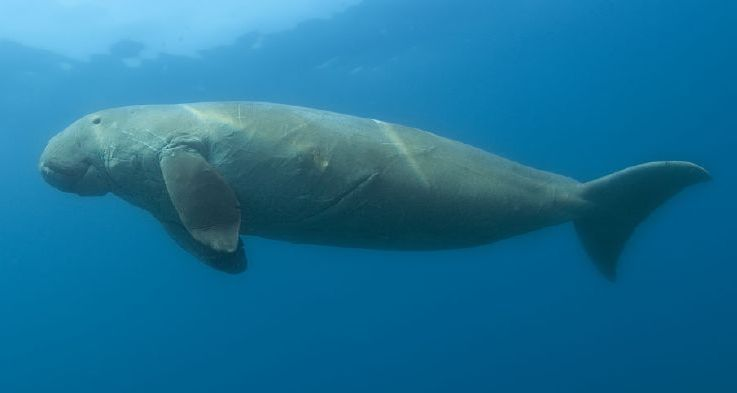
Dugong

Có 21 loài động vật có vú ở Qatar. Các loài động vật có vú lớn trên đất liền như Linh dương sừng thẳng Ả Rập và Linh dương gazelle Ả rập, những động vật được bảo vệ và lưu giữ trong những khu bảo tồn thiên nhiên. Linh dương gazelle Ả rập là loài gazelle duy nhất bản địa ở Qatar và được gọi là "rheem".
Động vật có vú lớn nhất của Qatar là cá cúi. Một số lượng lớn cá cúi có mặt ở phía bắc bờ biển của bán đảo. Vùng biển Qatar là một trong những nơi cá cúi tập trung đông nhất trên thế giới. Hai loài cáo hiện diện ở nước này. Mèo cát cũng xuất hiện trong sa mạc, và đôi khi chiếm lấy các hang cáo bỏ hoang. Lửng mật (còn được gọi là ratel) xuất hiện chủ yếu ở mạn tây nam của bán đảo. Chó rừng lông vàng, một loài từng bị cho là tuyệt chủng vào những năm 1950, đã được tái phát hiện vào năm 2008 ở Ras Abrouq. Hai loài dơi được tìm thấy ở Qatar: loài Asellia tridens và Otonycteris hemprichii. Loài thứ nhất trong hai loài này phổ biến hơn. Qatar có mật độ lạc đà cao nhất ở Trung Đông.

### Chim chóc

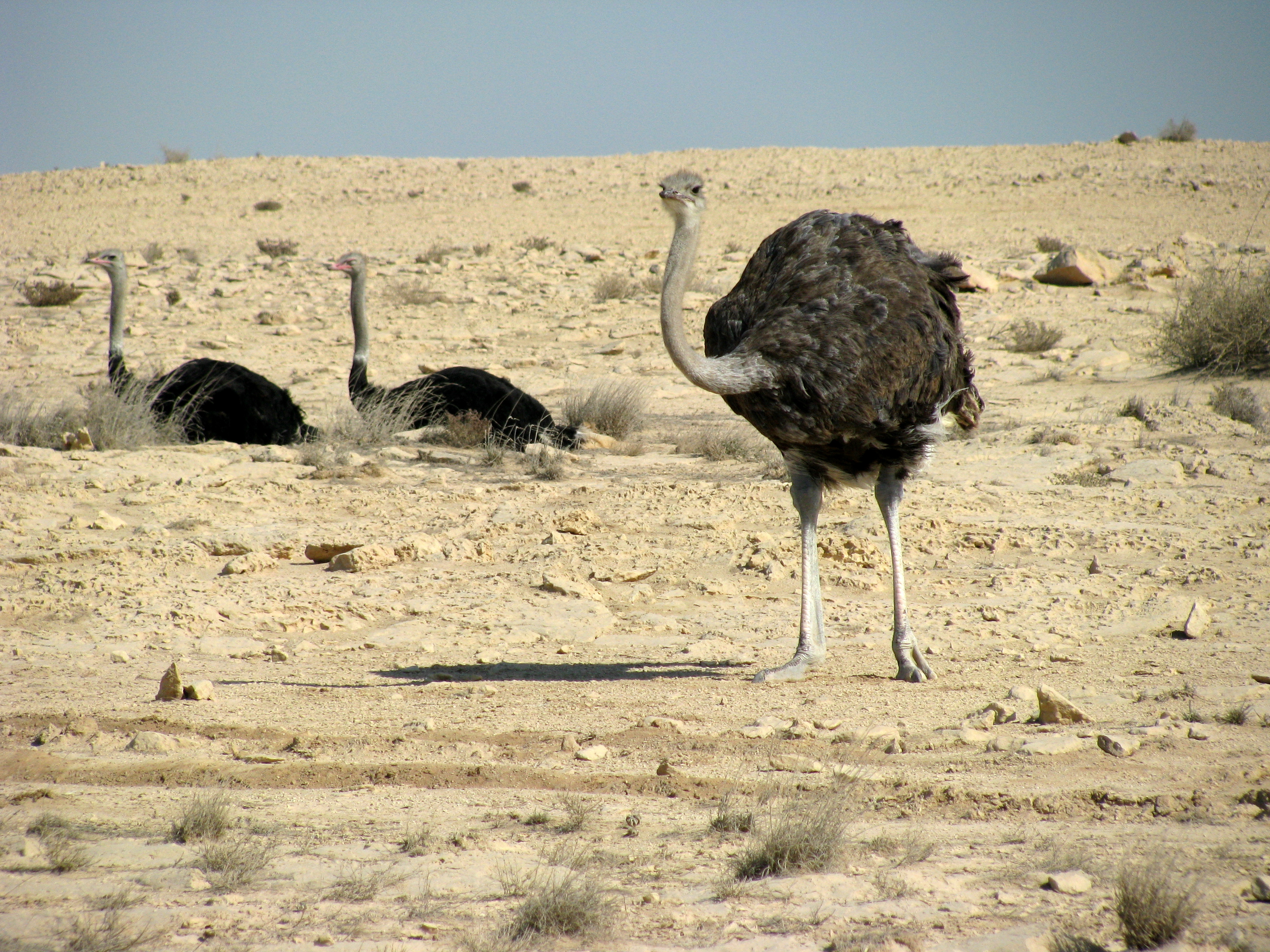
Đà điểu ở Ras Abrouq

Có 215 loài chim phổ biến ở Qatar. Sa mạc và bờ biển tạo thành nơi nghỉ ngơi quan trọng cho một số loài chim di cư vào mùa thu và mùa xuân. Các loài chim ven biển bao gồm mòng biển, chim Nhàn, chim choi choi, Dẽ cổ xám, Choi choi cổ khoang, diệc và Phalacrocorax nigrogularis. Chúng thường được thấy quanh năm. Các loài chim Họ Sơn ca, bao gồm cả Upupa, Sơn ca mào và Eremopterix griseus được nhìn thấy phổ biến trên sa mạc vào mùa hè. Các loài phổ biến hơn trong mùa thu và mùa xuân là những chim Én, Yến, Delichon, một số loại chim trong Bộ Sẻ, redstart (một nhóm chim trong Họ Đớp ruồi), Bách thanh, Oenanthe, Motacilla, vài loại diều hâu săn ban ngày và chim Cắt. Bốn trong số các loại chim chủ yếu có thể được quan sát thấy trong sa mạc vào mùa đông là các loại chim lội, mòng biển, Fulica, và Le hôi. Những loài chim quý hiếm như Recurvirostra và loài chim nhiệt đới sinh đẻ trên bán đảo.
Đàn đà điểu Ả Rập đã tuyệt chủng vào năm 1945. Đàn đà điểu Bắc Phi đã được đưa vào sử dụng vào cuối thế kỷ 20 và tập trung ở Ras Abrouq.